# Pico do Cabugi
Le pico do Cabugi est une montagne située dans le parc d'État de Cabugi, dans l'État du Rio Grande do Norte, au Brésil, et culminant à 590 m d'altitude. De forme conique, il s'élève à 160 m au-dessus des terrains environnants et a un diamètre de 500 m. Il a longtemps été considéré comme un des rares volcans du pays ayant préservé une forme distincte. Il s'agit en fait d'un dyke ayant été extrudé par l'érosion.